# Myrmosa atra
Myrmosa atra (лат.) — вид ос-немок рода Myrmosa из подсемейства Myrmosinae.

## Распространение
Палеарктика, от Западной Европы до южного Урала, Алтая, Якутии и Казахстана.

## Описание
Мелкие пушистые осы (около 1 см: от 4 до 11,5 мм; самцы крупнее). От близких видов отличается укороченной птеростигмой (она в 1,6 — 1,8 раза короче переднего края радиальной ячейки) и 7-м тергитом,  обладающим вершинным глубоким вырезом. Наличник самок и среднеспинка ржаво-красные. Глаза опушенные. Грудь самки удлинённая, переднеспинка уже промежуточного сегмента. Глазки развиты. Передний край лба самок со срединным отростком или продольным килем. Паразиты пчёл и ос.